# Государственная граница Израиля
Границы Израиля обусловлены британским мандатом от 1922 года. Его общие черты уже были заложены в тайном договоре между Соединённым Королевством и Францией, с учётом ожидаемого падения Османской империи в наступающей І мировой войне. Границы Израиля с Египтом и Иорданией были обговорены в рамках мирных договоров с этими государствами, и с Ливаном в рамках договора о перемирии 1949 года. Граница с Сирией, как и ранее, не была урегулирована. О делимитации границы между Израилем и палестинскими территориями также ещё предстояло провести переговоры.

## Британский мандат

### Линия Сайкса-Пико

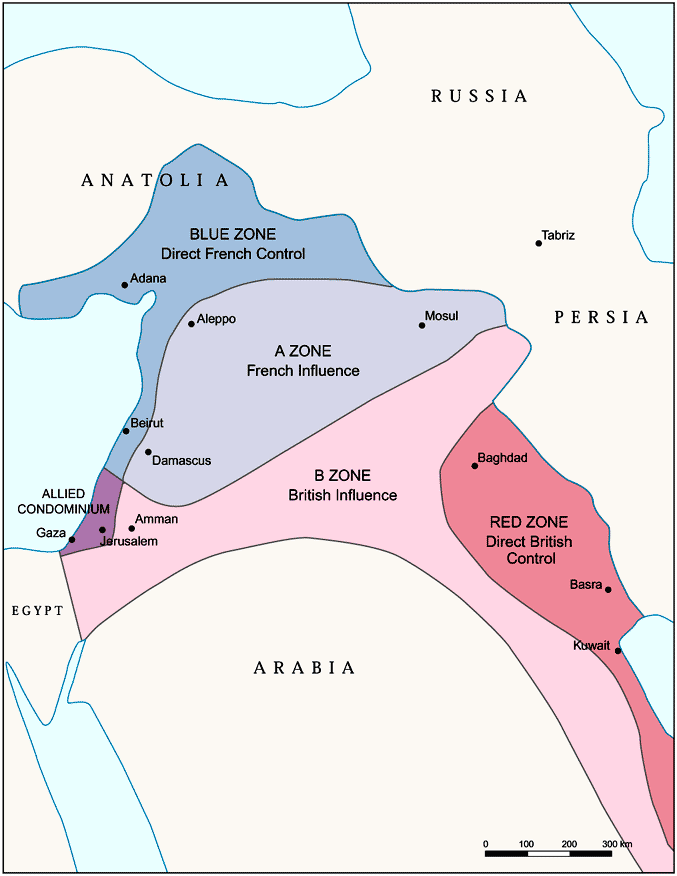
Зоны французского и британского влияния и контроля, согласно договору Сайкса-Пико

Согласно Соглашению Сайкса-Пико 1916 года тайно были распределены территории Османской империи на Ближнем Востоке между британской и французской сферами влияния. Они договорились о том, что «Палестина» должна оставаться как «международный анклав». Этот договор был пересмотрен Великобританией и Францией в 1919 году. Было решено, что Палестина и Вилайет Мосул в современном Ираке будут частью Британской сферы влияния в обмен на получение британской поддержки французского влияния в Сирии и Ливане.
В Сан-Ремо (19-26 апреля 1920 года) Верховный совет Антанты предоставил мандат на Палестину и Месопотамию Великобритании без точного определения границ утверждённых территорий. Поскольку то, что земли к востоку от реки Иордан были частью сирийской административной единицы во времена Османской империи, она была исключена из французского мандата в Сан-Ремской конференции, «на том основании, что она была частью Палестины».

## Французско-британский пограничный договор
В франко-британском пограничном соглашении от 1920 года решался вопрос границ: мандаты в Палестине и Месопотамии относились к Великобритании, а мандаты в Сирии и Ливане относились к Франции.
Граница между будущими британским и французским мандатами была определена в общих чертах. Это соглашение передало большую часть Голанских высот во французскую сферу влияния. Согласно договору также была создана совместная комиссия для урегулирования пограничных вопросов по распределению земли. Эта комиссия представила свою заключительный доклад 3 февраля 1922 года, и она была принята с некоторыми оговорками со стороны британского и французского правительств 7 марта 1923 года, за несколько месяцев, прежде чем Великобритания и Франция вошли в свои права 29 сентября 1923 года. Согласно этому договору, территории, принадлежавшие древнему колену Дан, были переданы из Сирии в Палестину в начале 1924 года. Таким образом, Голанские высоты вошли в состав французского мандата в Сирии. Когда французский мандат в Сирии закончился в 1944 году, Голанские высоты остались частью нового независимого государства Сирии.

### Трансиордания
В марте 1921 года колониальный секретарь Уинстон Черчилль посетил Иерусалим. После обсуждения с Эмиром Абдуллой было решено, что Еврейский национальный дом является ведущей целью Британского мандата в Палестине, что не будет применяться к территории мандата к востоку от реки Иордан.
В июне 1922 года Лига Наций утвердила Палестинский мандат, который должен вступить в силу автоматически, когда будет урегулирован спор между Францией и Италией касаемо Сирийского мандата. В мандате также было утверждено, что еврейский национальный Дом не обязательно распространять на территории восточнее реки Иордан, называемые Трансиорданией. В сентябре 1922 года правительство Великобритании представило меморандум в Лигу Наций, заявив, что в Трансиордании будут исключены все положения, касающиеся еврейских поселений, и этот меморандум был одобрен 23 сентября. Французско-итальянский спор был решён 29 сентября 1923 года, и оба мандата вступили в силу с этой даты.

## Граница с Ливаном
В июне 2000 года Организация Объединённых Наций была призвана определить границу между Ливаном и Израилем, с тем чтобы определить, выведены все израильские войска из Ливана в соответствии с резолюцией 425 Совета Безопасности. Это направление стали называть «синяя линия». В то же время, Организация Объединённых Наций не рассматривала юридически недемаркированную международную границу на Голанских высотах, поскольку это не требуется для выполнения резолюции 425. Согласно этому, Голанские высоты прямо не называются «синей линией».
«Синюю линию» ООН должна была определить как линию развёртывания Армии Обороны Израиля до 14 марта 1978 года, когда израильские войска зашли в Ливан. Линия должна быть признана Ливаном и Израилем как международная граница, а не просто как линия перемирия 1949 года (обычно называют «зелёной линией») по итогам арабо-израильской войны 1948 года.

### История
14 марта 1978 года Израиль начал Операцию «Литани», заняв территории в районе к югу от Литани, за исключением городом Тира. В ответ на вторжение, Совет Безопасности ООН принял резолюции 425 и резолюцию 426, призывающие к выводу израильских войск из Ливана. Израильские войска были выведены в конце 1978 года, но передали свои позиции на территории Ливана их союзнику, Армии Южного Ливана.
17 апреля 2000 года Израиль объявил, что он выведет свои войска из Ливана. Правительство Ливана отказалось принять участие в создании границы. ООН, таким образом, провела своё собственное обследование, базирующееся на линии для целей резолюции Совета Безопасности ООН 425 (1978).

### Синяя линия

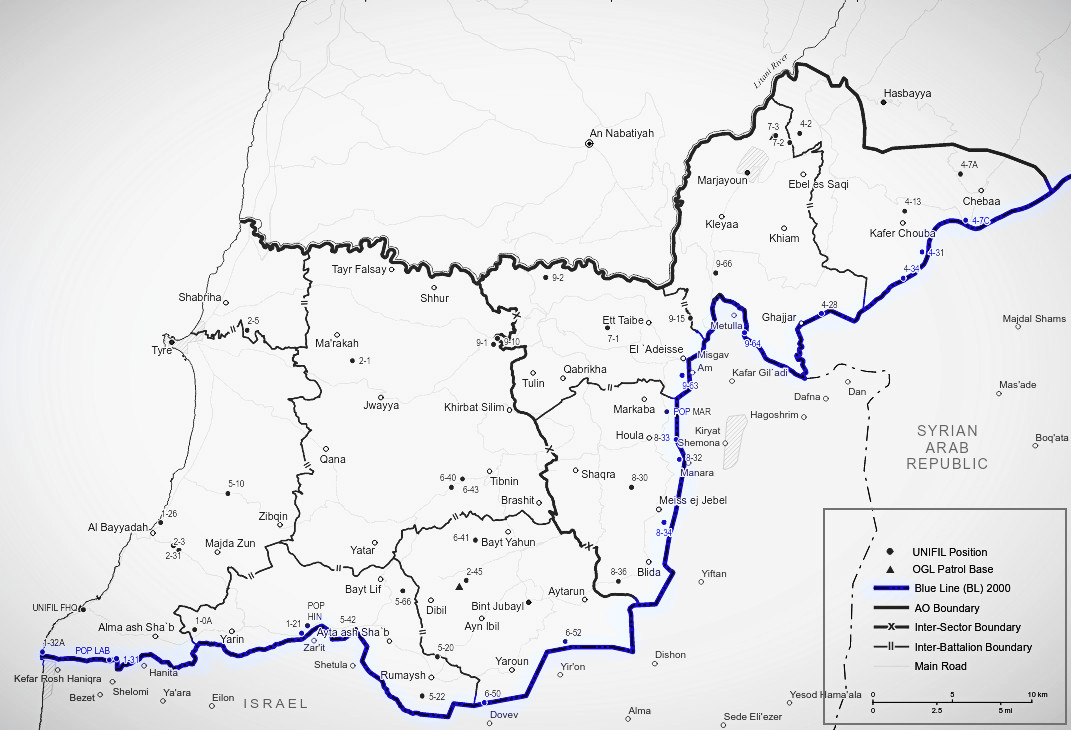
Синяя линия

Организация Объединённых Наций попыталась как можно ближе воспроизвести синюю линию в 2000 году, как границу между Ливаном и Израилем, от Средиземного моря до реки Хасбани, экстраполируя на Зелёную линию, установленную в соответствии с Соглашением о перемирии 1949 года между Ливаном и Израилем. Район к востоку от реки Хасбани считается частью Сирии и распространяется до Голанских высот.
Соглашение о перемирии между Ливаном и Израилем было подписано 23 марта 1949 года. Основные моменты:
- Линия перемирия (то есть «зелёная линия») является международный границей, что соответствует границе 1923 года между французским мандатом в Ливане и британским мандатом в Палестине (Севрский мирный договор).
- В отличие от других соглашений, Зелёная линия не содержит положения утверждения этой линии как международной границы, а потому рассматривается де-юре международной границей.
- Израиль выводит свои войска из 13 посёлков на территории Ливана, которые были оккупированы в ходе войны.

В 1923 году 38 пограничных знаков были размещены вдоль 49-мильной границы и текст детального описания был опубликован. В 2000 году «голубая линия» отличается примерно на 475 метров от Зелёной 1949 года.
В период между 1950 и 1967 годами Израилю и Ливану удалось завершить 25 км маркировки границы.

### Вывод
16 июня Генеральный секретарь сообщил в Совете Безопасности, что Израиль вывел свои войска из Ливана в соответствии с резолюцией 425 Совета и выполнил требования, установленные в его докладе от 22 мая 2000 года..

## Граница с Сирией

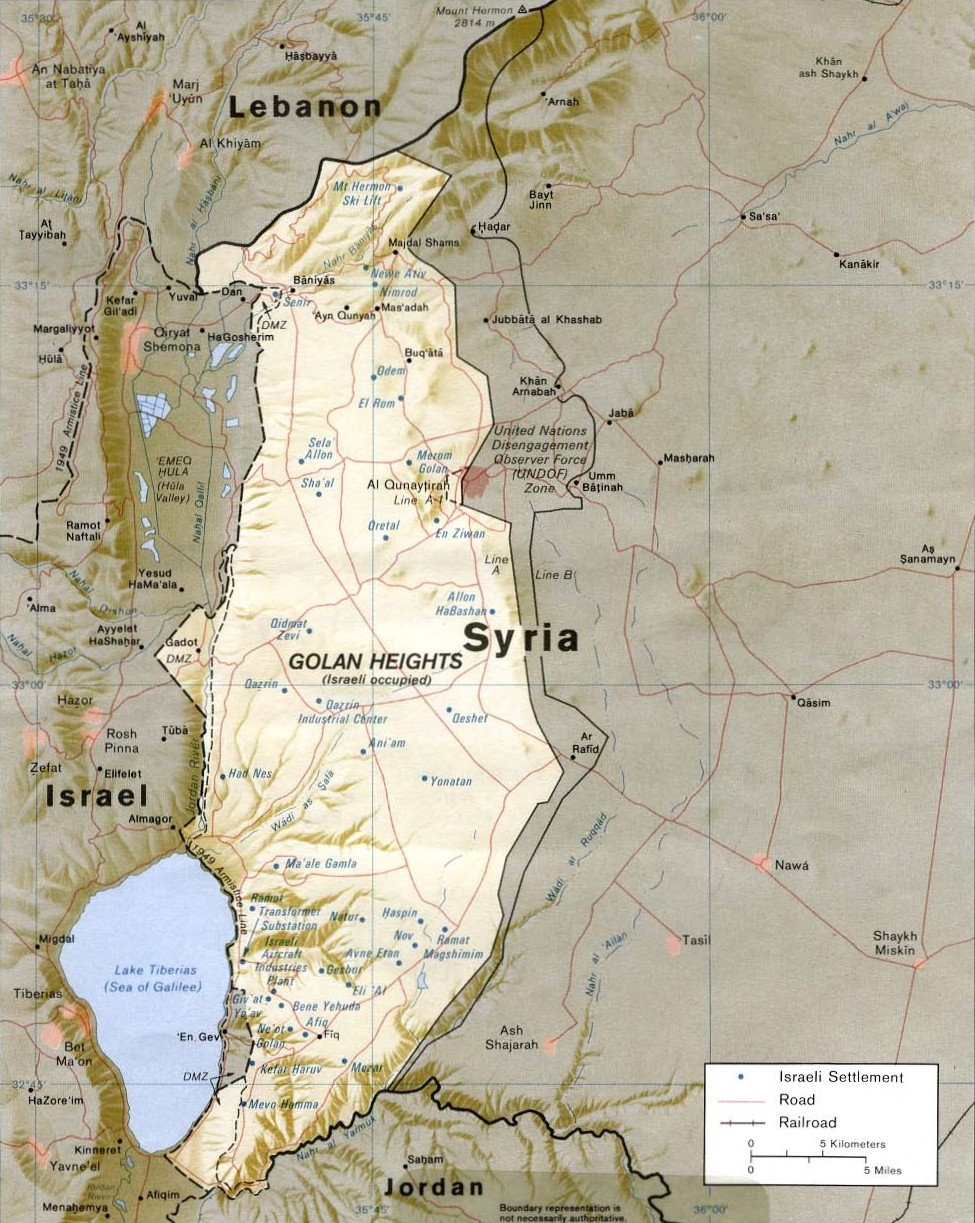
Оккупированная часть Голан обозначена светлым

В 1923 году было согласовано между Соединённым Королевством и Францией создание границы между британским мандатом в Палестине и французским мандатом в Сирии. Британцы передали юг Голанских высот французам в обмен на север долины реки Иордан. Граница пролегала по обе стороны от реки Иордан и Галилейского моря, в том числе 10-метровой шириной вдоль северо-восточного побережья, которое было сделано частью Палестины. В 1947 году ООН согласно разделам плана размежевания отдал эту территорию Израилю.
В течение 1990-х годов велись постоянные переговоры между Израилем и Сирией по посредничеству в конфликте и выводу израильских войск с Голанских высот, однако мирные переговоры не имели успеха. Главным камнем преткновения являются 25 км² территории в долине реки Иордан, лежащие к западу от международной израильско-сирийской границы, но которые были захвачены у Сирии в 1948 году во время арабо-израильской войны, и остались согласно соглашению о перемирии 1949 года за Израилем. Арабские страны поддержали позицию Сирии в формуле, которая призывает Израиль «вернуться к границам 1967 года». (См. Арабская мирная инициатива).

## Граница с Иорданией
Израильско-Иорданский мирный договор был подписан 26 октября 1994 года. Договор решил территориальные и пограничные вопросы, которые продолжались со времен войны 1948 года. В договоре определена и полностью признана международная граница между Израилем и Иорданией. После его подписания реки Иордан и Ярмук, Мертвое море, Арава/Вади Арава и залив Акаба были официально определены как граница между Израилем и Иорданией, и граница между Иорданией и территориями, оккупированными Израилем в 1967 году. Для Западного Побережья есть такие предостережения: «Это линия административной границы между Иорданией и территорией под израильским военным государственным контролем с 1967 года. Любое проведение разграничительной линии не является препятствием для статуса этой территории».
В 1988 году Иордания отказалась от любых претензий на Западный Берег. Граница между Израилем и Западным берегом будет предметом переговоров между Израилем и Палестинской администрацией.

## Граница с Египтом
Соглашение о перемирии между Израилем и Египтом была ратифицировано 24 февраля 1949 года. Линия перемирия между этими странами является международной границей (начиная с 1906 года), кроме как в секторе Газа, который оставался под египетской оккупацией.
Израильско-египетским мирным договором, подписанным 26 марта 1979 года, воспроизведены официально признанные международные границы вдоль линии 1906 года. Спор возник по поводу определения границы на её южной точке в Таба. Таба была на египетской стороне от линии перемирия в 1949 году, но Израиль утверждает, что Таба была на Османской стороне границы, согласованной между османами и Британским Египтом в 1906 года, и произошли ошибки в маркировке границы. Этот вопрос был представлен международной комиссии, состоящей из одного израильтянина, одного египтянина, и трёх независимых представителей. В 1988 году Комиссия вынесла решение в пользу Египта и Израиль вернул Табу Египту в течение года.
Египет отозвал любые требования к сектору Газа. Граница между Израилем и сектором Газа будет предметом переговоров между Израилем и Палестинской администрацией.